# Zatavua fagei
Zatavua fagei är en spindelart som först beskrevs av Jacques Millot 1946.  Zatavua fagei ingår i släktet Zatavua och familjen dallerspindlar.
Artens utbredningsområde är Madagaskar. Inga underarter finns listade i Catalogue of Life.